# Casten von Otter
Casten von Otter (* 1941) ist ein schwedischer Sozialwissenschaftler.
Er studierte Soziologie an der Universität Uppsala und arbeitete von 1969 bis 1973 als Sozialwissenschaftler am Institut für Sozialforschung in Stockholm. Er war lange Jahre als Professor für Public Administration am Arbetslivscentrum (the Swedish Center for Working Life) und als leitender Herausgeber der Zeitschrift Economic and Industrial Democracy tätig.

## Publikationen (Auswahl)
- Swedish Welfare capitalism: The Role of the State, Arbetslivscentrum, Stockholm 1980
- (Hg.): Worker Participation in the Public Sector, Arbetslivscentrum, Stockholm 1983, ISBN 91-86158-09-0
- (mit Annika Jederström) Medbestämmandeavtal i landsting. Det rör sig, men går det framåt? Arbetslivcentrum, Stockholm 1984
- (mit Frieder Naschold) Public Sector Transformation: Rethinking Markets and Hierarchies in Government, John Benjamins Publishing Company, 1996, ISBN 90-272-1773-4.

| Personendaten    | Personendaten                      |
| ---------------- | ---------------------------------- |
| NAME             | Otter, Casten von                  |
| KURZBESCHREIBUNG | schwedischer Sozialwissenschaftler |
| GEBURTSDATUM     | 1941                               |